# Sarah Bütikofer

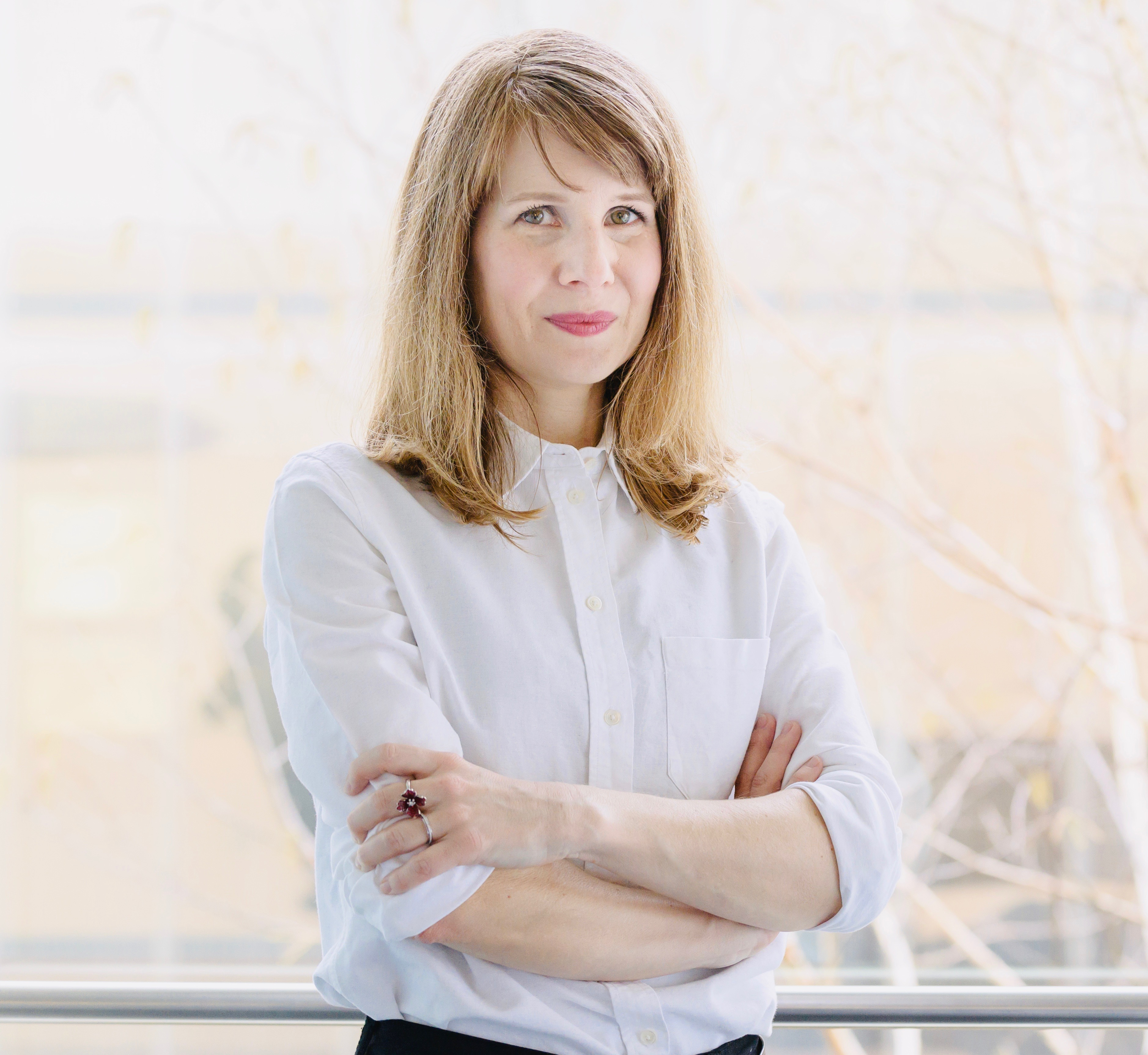
Sarah Bütikofer (2019)

Sarah Bütikofer (* 1976 in Olten) ist eine Schweizer Politologin. Sie ist Chefredaktorin der Onlineplattform für Schweizer Politikwissenschaft DeFacto und Dozentin an verschiedenen Hochschulen der Schweiz.

## Leben und Wirken
Sarah Bütikofer studierte von 1998 bis 2005 an den Universitäten Zürich, Barcelona, und Lugano und schloss 2005 mit dem Lizentiat ab. 2011 wurde sie mit der Dissertation Das Schweizer Parlament. Eine Institution auf dem Pfad der Moderne promoviert. 2013 erwarb sie ein CAS der Schweizer Journalistenschule (MAZ) für den Studiengang Wissenschaftsjournalismus.
Sie war 2015 Gründungsmitglied und ist seither Chefredaktorin der Onlineplattform der Schweizer Politik- und Sozialwissenschaften DeFacto am Institut für Politikwissenschaft der Universität Zürich. Die Plattform wurde als Agora-Projekt des Schweizerischen Nationalfonds (SNF) zur Förderung des Wissenstransfers der Politik- und Sozialwissenschaft lanciert.
Sarah Bütikofer führt Lehrveranstaltungen und Workshops zur Schweizer Politik und zur Wissenschaftskommunikation an verschiedenen Hochschulen der Schweiz durch (ETH Zürich, Universität Zürich, Universität Basel). Sie ist Projektpartnerin bei der Forschungsstelle sotomo.

## Forschungsschwerpunkte
Sarah Bütikofers Forschungsschwerpunkte sind Schweizer Politik mit Schwerpunkt Parlamentsforschung, politische Karrieren, Frauen in der Politik, Wissenschaftskommunikation und Wissenschaftsjournalismus.

## Publikationen (Auswahl)
- Zwischen Partei und Kanton: Von den Besonderheiten des Ständerats und seiner Mitglieder. In: Sean Müller, Adrian Vatter (Hrsg.): Der Ständerat. Die Zweite Kammer der Schweiz. NZZ Libro, Zürich 2020.
- Politische Partizipation von Frauen in der Ostschweiz. Analyse der aktuellen Situation. Bericht zu Handen der Konferenz Chancengleichheit Ostschweiz & Liechtenstein. September 2019 (PDF; 9,6 MB).
- Building political support. Mit Beiträgen von: Marcel Falk, Luisa Last, Urs Neu, Melanie Paschke, Charlotte Pavageau, Chrissie Rey. In: Melanie Paschke, Manuela Dahinden (Hrsg.): Engaging in the science-policy dialogue. Workbook 6. Plant Science Center, Zürich/Basel 2019, und Idea Verlag, Puchheim 2019, ISBN 978-3-88793188-9.
- mit Thomas Willi: Mit dem richtigen Hashtag die Abstimmung gewinnen? Social Media im Schweizer Abstimmungskampf. In: Adrienne Fichter (Hrsg.): Smartphone-Demokratie. NZZ Libro, Zürich 2017.
- mit Pirmin Bundi, Daniela Eberli: Between Occupation and Politics: Legislative Professionalization in the Swiss Cantons. In:  Swiss Political Science Review. Nr. 23, Bd. 1, 2017.
- mit Stefanie Bailer: From Loose Alliances to Professional Political Players: How Swiss Party Groups Changed. In: Swiss Political Science Review. Nr. 21, Bd. 4, 2015, S. 556–577.
- mit Michelle Beyeler, Isabelle Stadelmann-Steffen: Ich und meine Schweiz. Was Jugendliche politisch und gesellschaftlich bewegt. Ausgewählte Resultate einer Befragung von 17-Jährigen (Memento vom 18. Mai 2020 im Internet Archive). Eidgenössische Kommission für Kinder- und Jugendfragen, Bern 2015.
- mit Simon Hug: Strategic Behaviour in Parliament. In: The Journal of Legislative Studies. Nr. 21, Bd. 3, 2015.
- Fiktion Milizparlament. In: Andreas Müller (Avenir Suisse, Hrsg.): Bürgerstaat und Staatsbürger. Milizpolitik zwischen Mythos und Moderne. Neue Zürcher Zeitung, Zürich 2015.
- Das Schweizer Parlament. Eine Institution auf dem Pfad der Moderne. Nomos, Baden-Baden 2014 (Dissertation).
- mit Simon Hug: The Swiss Upper House: ‘Chambre de Réflexion’ or Conservative Renegades? In: The Journal of Legislative Studies. Nr. 16, Bd. 2, 2010.
- mit Isabelle Engeli, Thanh-Huyen Ballmer-Cao: L’impact du mode de scrutin sur l’élection des femmes à l’Assemblée fédérale Suisse (1995–2003). In: Swiss Political Science Review. Nr. 14, Bd. 4, 2008, S. 631–661.